# Magomed Idríssovitx Ibraguímov
|  | Aquest article tracta sobre el lluitador rus nacionalitzat uzbek nascut l'any 1985. Vegeu-ne altres significats a «Magomed Ibraguímov». |

Magomed Idríssovitx Ibraguímov (rus: Магомед Идрисович Ибрагимов) (Irib, Daguestan, RSFS de Rússia, 2 de juny de 1985) és un lluitador rus nacionalitzat uzbek d'ascendència àvar, que competeix en la divisió de pes pesat d'estil lliure. Va guanyar medalles de bronze als Jocs Olímpics de 2016 i als Jocs Asiàtics de 2018.
Als 12 anys, a Makhatxkalà, Rússia, va començar en la lluita lliure i va estudiar a la Universitat Pedagògica Estatal del Daguestan. El 2005 va vèncer Khabib Nurmagomédov per decisió del jutge al Campionat rus de sambo de combat, competint en la categoria de menors de 68 kg. Ibraguímov, de 20 anys, va representar la República de Txetxènia, mentre que Nurmagomédov, de 17 anys, que també procedia de la regió de Makhatxkalà, al Daguestan, va representar la República del Daguestan. Com a resultat d'aquest combat es va convertir en l'únic lluitador a la història que va derrotar a Nurmagomédov.
Si bé inicialment va representar Rússia, el 2016 va rebre la ciutadania uzbeka. El maig de 2016 va ser seleccionat per als Jocs Olímpics d'estiu d'aquell any després de guanyar el segon lloc al torneig de classificació a Ulan Bator, Mongòlia.